# Колумбийский университет
Колумбийский университет (англ. Columbia University), или просто Колумбия (англ. Columbia), официальное название Университет Колумбия в городе Нью-Йорк (англ. Columbia University in the City of New York) — частный исследовательский университет в Нью-Йорке, один из известнейших и престижнейших университетов США, входит в элитную Лигу плюща. Университет расположен в районе Манхэттен, где занимает 6 кварталов (13 га).
Университет был основан в 1754 году как Королевский колледж, получив хартию от короля Англии Георга II. Королевский колледж стал первым колледжем в Нью-Йорке и пятым колледжем на территории Тринадцати колоний. С 1758 года Королевский колледж начал присваивать учёные степени.
После американской революции в течение небольшого срока (1784—1787) имел статус государственного учреждения. В 1784 году включён в состав университета штата Нью-Йорк и переименован в колледж Колумбия. С 1787 года является частным учебным заведением, управляемым советом попечителей. В 1912 году колледжу присвоен статус университета.
При университете образовалось бит-поколение, основатели которого посещали его местность и округу в 1940-е года. Среди таких был Люсьен Карр, Аллен Гинзберг, Джек Керуак, Уильям Берроуз.
Среди известных выпускников университета пять так называемых Отцов-основателей США, 29 лауреатов премии «Оскар», 30 глав государств (включая четырёх президентов США), девять судей Верховного суда США. В университете учились, преподавали или занимались научно-исследовательской деятельностью 104 Нобелевских лауреата.
Школой журналистики Колумбийского университета присуждается одна из самых престижных премий в области журналистики — Пулитцеровская премия. Более 100 выпускников университета стали её лауреатами (по этому показателю Колумбийский университет занимает 2-е место в США после Гарварда). Среди выпускников также числится судья Конституционного Суда РФ — Лобов Михаил Борисович.

## История

### Королевский колледж (1754—1784)
Дискуссии относительно основания колледжа в провинции Нью-Йорк началась ещё в 1704 году, когда губернатор Льюис Моррис писал в Объединённое общество распространения Евангелия, миссионерской организации Церкви Англии, о необходимости убедить общество, что Нью-Йорк является идеальным местом для учреждения колледжа; однако, в связи с тем, что на другой стороне реки Гудзон в Нью-Джерси уже существовал колледж (Принстонский университет), в Нью-Йорке серьёзно решили рассмотреть вопрос об основании университета. В 1746 году был принят закон Генеральной Ассамблеи Нью-Йорка о собрании средства для фонда нового колледжа. В 1751 году Ассамблея назначила комиссию из десяти жителей Нью-Йорка, семь из которых были членами Церкви Англии, чтобы направить средства, накопленные государством посредством лотереи, на основание колледжа.
Первые занятия были проведены в июле 1754; тогда колледж возглавил первый президент, доктор Сэмюэл Джонсон. Доктор Джонсон был единственным профессором на первом курсе, состоявшим из восьми студентов. Занятия были проведены в новом школьном здании Троицкой Церкви, расположенной на том месте, где сейчас располагается Нижний Бродвей в Манхэттене. Колледж был официально открыт 31 октября 1754 как Королевский колледж по королевской хартии короля Георга II, что делает его старейшим высшим учебным заведением в штате Нью-Йорк и пятым в Соединённых Штатах.
В 1763 году Доктора Джонсона сменил на посту президента Майлс Купер, выпускник Куинз-колледжа Оксфорда и ярый консерватор. В напряжённом политическом климате на фоне американской революции его главным оппонентом в дискуссиях в колледже был студент класса 1777 года, Александр Гамильтон. В стране бушевала война, что и было катастрофическим для функционирования королевского колледжа, который приостановил свою деятельность на восемь лет, начиная с 1776 года, с приходом Континентальной армии. Приостановка продолжалась во время военной оккупации Нью-Йорка английскими войсками до их отъезда в 1783 году. Библиотека колледжа была разграблена и потеряла собственное здание, реквизированное для использования в качестве военного госпиталя сначала американскими, а затем британскими войсками. Лоялисты были вынуждены покинуть свой королевский колледж в Нью-Йорке, который был захвачен повстанцами и переименован в Колумбийский университет. Лоялисты, во главе с епископом Чарльзом Инглисом бежали в Уинсор (Новая Шотландия), где они основали Университет Кингс-Колледжа.

### Колледж Колумбия (1784—1896)
После революции колледж обратился к штату Нью-Йорк для того, чтобы тот помог возобновить свою деятельность, обещая сделать все, что государство может потребовать в связи с изменениями Устава университета. Законодательный орган согласился оказать содействие колледжу, и 1 мая 1784 года был принят «Закон о предоставлении определённых льгот колледжу, до сих пор называющемуся Королевский колледж». Закон создан Попечительским советом для надзора за возобновлением деятельности королевского колледжа, и, стремясь продемонстрировать свою поддержку новой Республики, законодатель предусматривает, что «колледж, существующий в пределах города Нью-Йорк, до сих пор называющийся Королевским колледжем, будет вечно здесь и далее будет называться колледжем Колумбия». В феврале 1787 была назначена ревизионная комиссия, которую возглавили Александр Гамильтон и Джон Джей. В апреле того же года новый устав был принят колледжем, который используется и сегодня.
21 мая 1787 года Уильям Сэмюэл Джонсон, сын доктора Сэмюэла Джонсона, был единогласно избран президентом Колумбийского колледжа. Перед этим Джонсон принял участие в Первом Континентальном конгрессе и был выбран в качестве делегата на Филадельфийский конвент. В 1790-е годы возрождённый колледж Колумбия процветал под эгидой таких Федералистов как Гамильтон и Джей. Оба Президента США, Джордж Вашингтон и тогдашний вице-президент Джон Адамс, посещали колледж во время вручения дипломов выпускникам 6 мая 1789, отдав дань чести многим выпускникам ВУЗа, которые участвовали в американской революции.
В начале XIX века университет практически не изменился и стагнировал в связи с этим из-за бездействия президентов ВУЗа. Во второй половине XIX века, под руководством Президента Федерика Барнарда, заведение быстро приняло форму современного университета. К этому времени инвестиции колледжа в Нью-йоркскую недвижимость стала основным источником постоянного для него дохода, главным образом из-за быстро растущего населения.

### Университет Колумбия (1896 — настоящее время)
В 1896 году попечители официально разрешили принять ещё одно новое имя — «университет Колумбия», и сегодня университет официально именуется «университет Колумбия в городе Нью-Йорк». Под руководством Николаса Батлера, который служил президентом в течение четырёх десятилетий, «Колумбия» быстро стала национальным исследовательским университетом, приняв модель «мультиверситета».
Исследователи в области атома сотрудники кафедры Джон Р. Даннинг, Исидор Раби, Энрико Ферми и Поликарп Куш обратили на физический факультет университета внимание международного сообщества. В нём велись работы, которые в 1940 году дали начало Манхэттенскому проекту. В 1947 году, чтобы удовлетворить потребности в образовании солдат, возвращающихся со Второй мировой войны, университет был реорганизован расширением последнего курса колледжа и создал школу общих исследований университета Колумбия.
В течение 1960-х годов в университете Колумбия прошли крупномасштабные студенческие протесты, которые достигли кульминации весной 1968 года. Инцидент привёл к вынужденной отставке тогдашнего Президента университета Колумбия Грейсона Кирка и к созданию университетского Сената.

### Барнард-колледж
Несмотря на то что несколько университетских школ признали, что женщины имеют право получать образование в университете, впервые до образовательных программ женщины были допущены осенью 1883 года. После десяти лет неудачных переговоров с Барнард-колледжем, все женские учреждения стали считаться аффилированными с университетом. Барнард колледж по-прежнему остаётся аффилированным с Колумбией, и всем выпускникам выдаются дипломы университета Колумбия, так же подписанные и президентом колледжа Барнард.

## Школы/Колледжи
В университете Колумбия имеются четыре колледжа, присуждающие степень бакалавра:
- Колледж Колумбия (Columbia College)
- Школа инженерного дела и прикладных наук им. Фу (Fu Foundation School of Engineering and Applied Science)
- Школа Общеобразовательных Предметов (School of General Studies)
- Колледж Барнард (Barnard College)

Кроме того, в составе университета имеются 15 колледжей/школ магистратуры, аспирантуры и докторантуры:
- Школа права
- Бизнес-школа (Columbia Business School)
- Колледж хирургии и общей терапии имени Вагелосов (Columbia University College of Physicians and Surgeons), и отдельно, Колледж стоматологии (College of Dental Medicine) и Школа сестринского дела (School of Nursing)
- Школа управления здравоохранения им. Мейлмана (Mailman School of Public Health)
- Школа журналистики (Graduate School of Journalism)
- Школа международных отношений (School of International and Public Affairs)
- Школа архитектуры и городского планирования (Graduate School of Architecture, Planning and Preservation)
- Школа искусств (Graduate School of Arts and Sciences)
- Школа социальной работы (School of Social Work)

У студентов университета Колумбия также есть возможность посещать курсы в следующих высших заведениях (расположенных в непосредственной близости от университета Колумбия):
- Педагогический колледж (Teachers College)
- Теологическая семинария Юнион (Union Theological Seminary)
- Еврейская теологическая семинария Америки (Jewish Theological Seminary of America)

## Учебные программы
По состоянию на 2022 год Колумбийский университет осуществляет обучение по следующим специальностям бакалавриата (указаны только основные специальности — т. н. majors):

| - Американистика - История Древнего мира - Прикладная математика - Археология - История искусства - Астрофизика - Биохимия - Биология - Биофизика - Химическая физика - Химия - Антиковедение - Сравнительная литература и общество - Информатика - Творческое письмо (писательское искусство) - Хореография - Наука о базах данных - Драматическое театральное искусство - Наука о Земле - Изучение стран Восточной Азии - Экономика - Экономическая математика - Экономическая философия - Политэкономия - Экономическая статистика - Английский язык и литература - Природоохранная биология | - Природоохранная химия - Наука об окружающей среде - Изучение этносов и рас - Эволюция человеческого вида - Киноведение и медиаведение - Финансовая экономика - Французский язык и литература - Французская история и культура - Немецкая литература и культура - Испанская история и культура - История - История и теория архитектуры - Права человека - Наука об информации - Итальянский язык и литература - Изучение стран Латинской Америки и Карибского бассейна - Лингвистика - Математика - Математическая статистика - Африканистика и изучение стран Ближнего Востока, Южной Азии - Музыка - Нейронаука и поведение - Философия - Физика - Политология - Политическая статистика | - Психология - Регионоведение - Русский язык и культура - Русская литература и культура - Славистика - Социология - Статистика - Устойчивое развитие - Урбанистика - Изобразительное искусство - Феминистские и гендерные исследования - Идиш - Прикладная физика - Химическая инженерия - Компьютерная инженерия - Природоохранная инженерия - Инженерная механика - Материаловедение и инженерия - Биомедицинская инженерия - Гражданское строительство - Электротехника - Промышленная инженерия - Машиностроение - Исследование операций: инженерные системы управления - Исследование операций: инженерия в сфере финансов |

В Колумбийском университете также существуют программы высшего образования т. н. second entry degree, приём к обучению по которым возможен только при наличии диплома о высшем образовании по какой-либо другой специальности. К их числу относятся, в частности, программы высшего юридического (J.D. degree program) и стоматологического (D.D.S. degree program) образования. Колумбийский университет также осуществляет обучение по специальностям магистратуры (в том числе в сфере журналистики и ведения бизнеса), аспирантуры и докторантуры.
Библиотека архитектуры и изящных искусств Эйвери, расположенная в кампусе Морнингсайд-Хайтс, является крупнейшей архитектурной библиотекой в мире.

## Дополнительное военное образование
Студенты Колумбийского университета, являющиеся гражданами США, в период обучения в бакалавриате имеют возможность также пройти курсы подготовки офицеров резерва (ROTC). В частности, в университете действует учебное подразделение, готовящее офицеров для нужд Военно-морских сил США и Корпуса морской пехоты США (Naval ROTC). Кроме того, в соответствии с соглашениями, которые университет заключил с двумя другими гражданскими образовательными учреждениями высшего образования, студентам Колумбийского университета доступно обучение по программе Army ROTC при Фордемском университете и по программе Air Force ROTC при Манхэттенском колледже, готовящим офицеров для нужд, соответственно, Армии США и Военно-воздушных сил США.

## Студенческие протесты

### 1968 год
В 1968 году студенты университета провели крупную акцию протеста в связи с двумя вопросами. Одним из них был проект строительства спортивного комплекса на территории соседнего парка Морнингсайд (англ. Morningside Park). Демонстранты видели в этом строительстве акт агрессии, направленный против чернокожих жителей расположенного неподалёку Гарлема. Вторым вопросом стал отказ администрации отозвать членство университета из исследовательской организации Пентагона — Института оборонного анализа (англ. Institute for Defence Analyses). Студенты забаррикадировались в здании библиотеки и нескольких других университетских корпусах. Прибывшая нью-йоркская полиция применила силу, чтобы удалить студентов из зданий. Некоторые студенты были арестованы.

### 1970—1980-е
В конце 1970-х — начале 1980-х в университете снова прошли акции протеста, включая голодовки и блокаду зданий. Их целью было убедить руководство не инвестировать в ЮАР из-за политики апартеида. Одно из выступлений произошло в десятую годовщину событий 1968 года.

### 2020-е
После вторжения ХАМАС в Израиль и начала войны в Газе в 2023 году в кампусе университета прошёл ряд пропалестинских акций и протестов. Для подавления волны антисемитизма администрация президента Дональда Трампа решила отменить государственное финансирование ряда ведущих вузов страны. Колумбийский университет, будучи в эпицентре таких протестов, стал первым, кому было урезан бюджет в размере 400 миллионов долларов. Выполняя требования правительства, университет объявил о введении новых дисциплинарных мер, ограничении демонстраций на своей территории и пересмотре учебной программы по Ближнему Востоку; для поддержания порядка в кампусе было дополнительно нанято 36 полицейских. 8 марта миграционной службой был арестован выпускник университета Махмуд Халил, игравший центральную роль в организации протестов среди студентов Колумбийского университета.

## Русский институт
В состав библиотек университета входит Бахметьевский архив, одно из крупнейших хранилищ материалов белой эмиграции.
В 1952 году университет стал соучредителем созданного в Нью-Йорке русскоязычного издательства имени Чехова. Ныне архив этого издательства хранится в университетской библиотеке.
Кроме того, в 1946 году Фонд Рокфеллера и Гарриман (экс-посол США в СССР) учредили при университете академический центр по исследованию СССР, а впоследствии России, Евразии и восточной Европы — Институт им. Гарримана (Harriman Institute), самое раннее название — «Русский институт» (Russian Institute). Среди его выпускников — Збигнев Бжезинский, Маршалл Шульман, Джек Мэтлок, Мадлен Олбрайт.
«Русский институт» выпускает специалистов для Государственного департамента, ЦРУ, Разведывательного управления МО США.

## Галерея

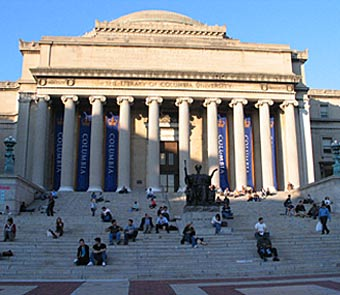
Главное административное здание (бывшая библиотека) университета Колумбия
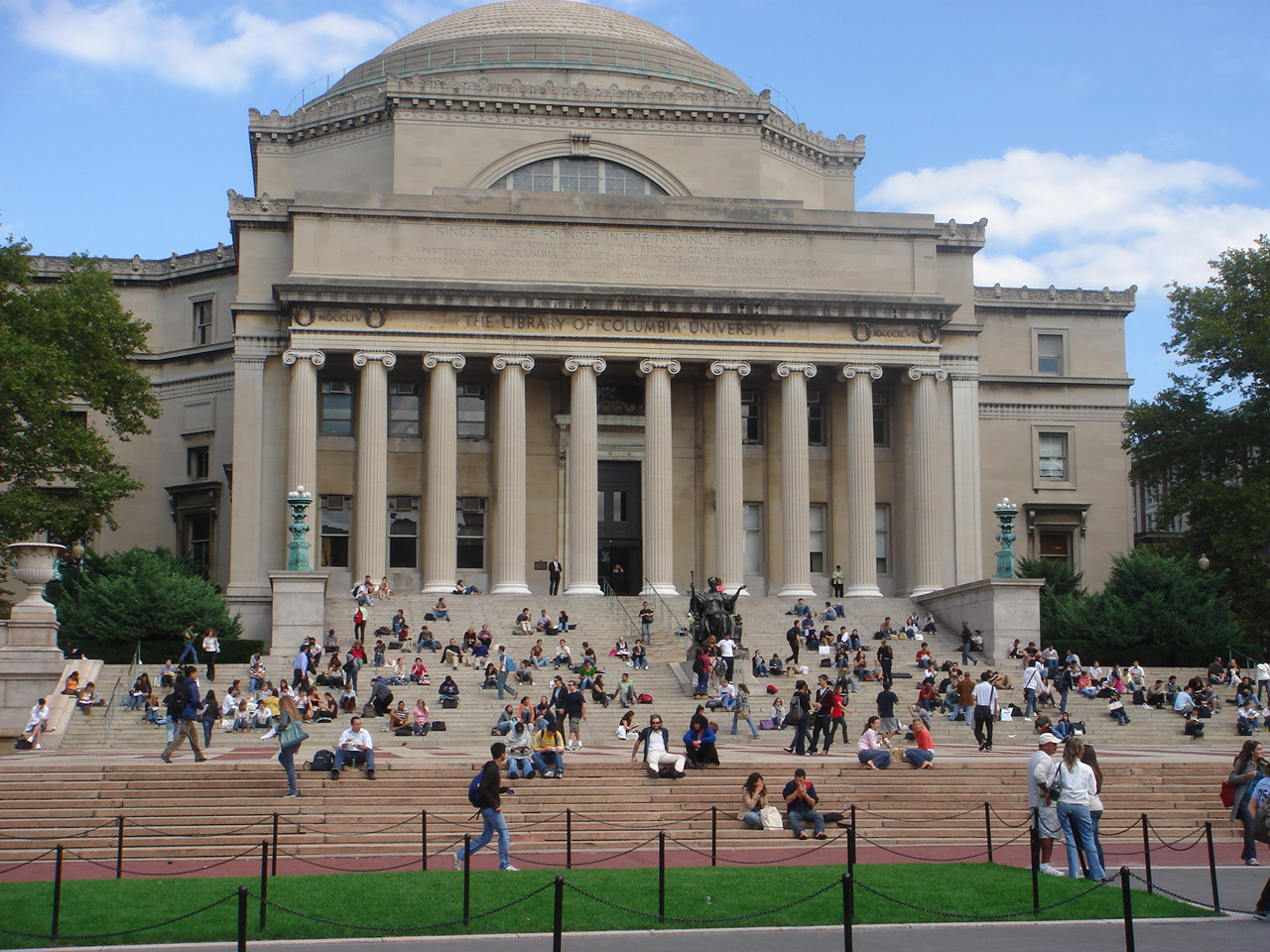
Амфитеатр перед библиотекой во время учебного года
Известная скульптура «Мыслитель» (одна из копий) Родена перед зданием департамента философии
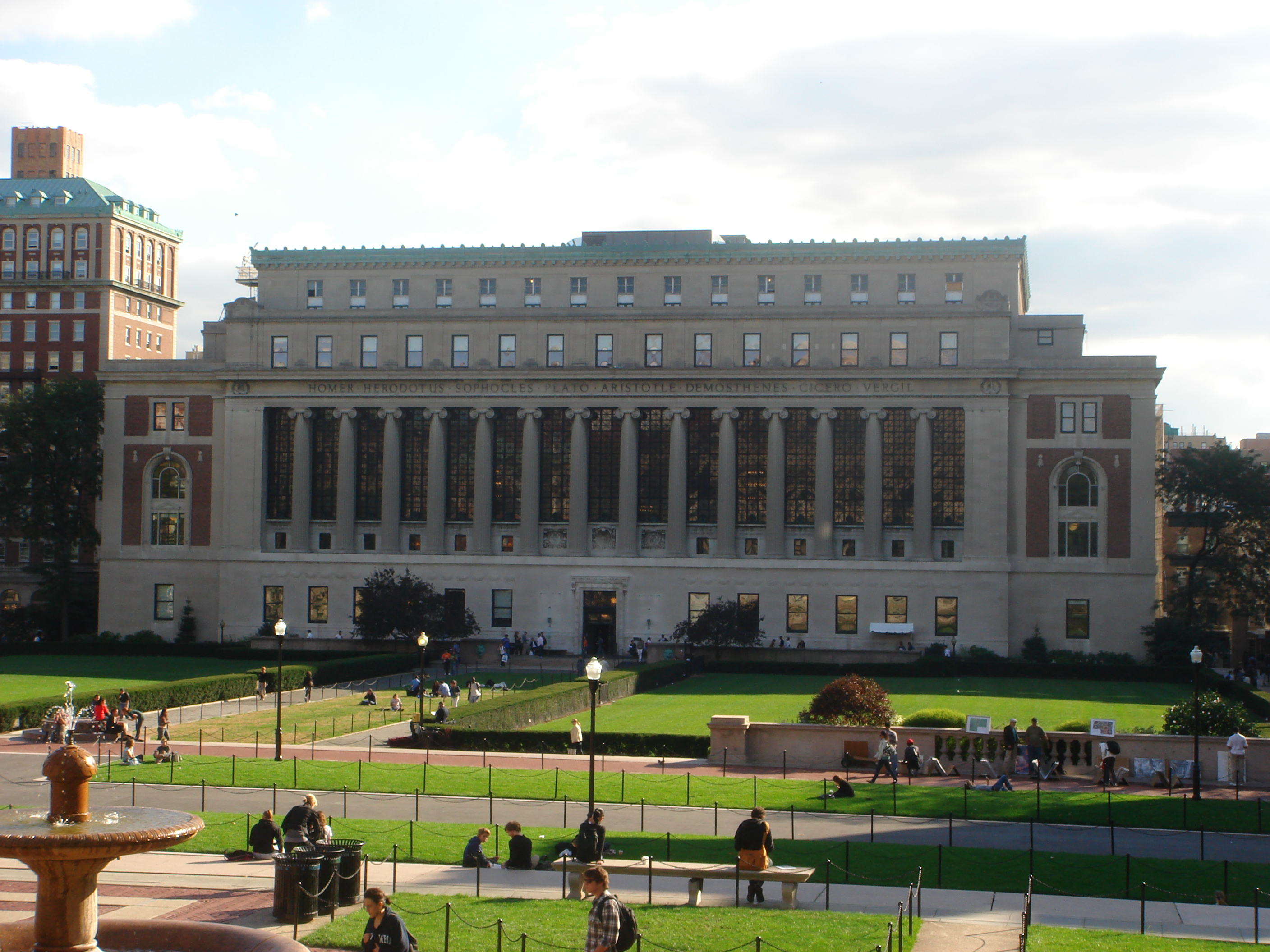
Здание библиотеки Батлера
Здание бизнес-школы